# Квадривио (Тревизо)
Квадривио је насеље у Италији у округу Тревизо, региону Венето.
Према процени из 2011. у насељу је живело 233 становника. Насеље се налази на надморској висини од 41 м.